# 교황청 재무원
사도좌 재무원(라틴어: Secretaria pro œconomia)은 교황청 기구와 바티칸 시국의 재무를 관리하고 감독하는 부서이다.

## 개요
2014년 2월 24일 교황 프란치스코는 자의 교서 《충실하고 슬기로운 집사》(Fidelis Dispensator et Prudens)를 발표해 사도좌 재무원 신설을 지시했다. 재무원장은 교황에게 직접 보고할 수 있는 추기경이 수행한다. 사도좌 재무원은 바티칸 정원의 성 요한 탑에 설치되었다.
시드니 대교구장 조지 펠 추기경이 초대 재무원장에 임명되어 가능한 한 빨리 업무를 시작하라는 요청을 받았다. 펠 추기경은 3월 말 즈음에 바티칸에서 업무를 보기 시작할 것이라고 말했다. 프란치스코 교황은 아울러 재무원의 정책을 수립하고 감독하는 재무평의회 구성을 발표했다. 재무평의회는 15명의 위원으로 구성되는데, 8명은 교회의 보편성을 반영하여 추기경들과 주교들 가운데 임명하고, 7명은 재정에 관하여 전문적 능력을 인정받은 여러 나라의 평신도 전문가들 가운데 임명하도록 하였다. 이들 위원은 3월 8일에 임명되었다. 재무평의회 의장은 라인하르트 마르크스 추기경이 기용되었다. 2015년 6월 5일 교황 프란치스코는 리베로 밀로네를 총감사로 등용했다.